# عثيات كثيرات الريش
عثيات كثيرات الريش أو الفرشات متعددة الريش أو ألوسايتيدي أو سوسيات القمح (الاسم العلمي Alucitidae)، فصيلة حشرات من رتبة حرشفيات الأجنحة وتنتمي إلى الفصيلة العليا كثيرات الريش. وهي فصيلة صغيرة من العث، تضم نحو 210 نوع منتشرة في كافة أنحاء العالم.